# Katastrofa kolejowa pod Oświęcimiem
Katastrofa kolejowa pod Oświęcimiem – zderzenie pociągów na moście na Wiśle przed stacją kolejową w Oświęcimiu, które wydarzyło się 4 sierpnia 1918 roku.

## Opis
Do zdarzenia doszło 4 sierpnia 1918 roku na trasie kolejowej Kraków-Wiedeń. Pomiędzy mostem kolejowym na Wiśle a stacją kolejową, odległymi od siebie o 2 kilometry, był ustanowiony sygnał odcinkowy wskazujący na to, czy wjazd jest wolny, czy też zamknięty. W nocy w to miejsce przybył z Krakowa pociąg towarowy nr 76 i zatrzymał się na komendę „stój”. Po pewnym czasie otrzymał on zezwolenie na jazdę i w tym czasie około godziny 3 nadjechał pociąg mieszany nr 62, który wyruszył z Krakowa o godzinie 24 i kierował się do Wiednia. Był on złożony z 13 wagonów osobowych i 48 towarowych. Maszynista tego składu, zauważywszy niebezpieczeństwo, gwałtownie zahamował, po czym jadące za lokomotywą wagony osobowe zatrzymały się, ale zostały one wykolejone siłą pędu następujących po nich wagonów towarowych. Wskutek tego cztery lub pięć wagonów osobowych wpadło do Wisły, dwa (lub trzy) zawisły w powietrzu, a ponadto wykoleiły się wagony nr 4 i 12. Z pociągu towarowego wykoleił się ostatni wagon i tender.
Na miejsce katastrofy wezwano pociągi ratunkowe z Krakowa, Bielska, Dziedzic i Ostrawy. Akcja ratunkowa trwała przez kilka dni. Bilans katastrofy to 6 ofiar śmiertelnych (4 kobiety i 2 mężczyzn) i 41 rannych (w tym 5 ciężko). Wśród rannych było 11 żołnierzy.
Powołano specjalną komisję do zbadania przyczyn zdarzenia. Na wstępnie przyjęto, że winę mógł ponieść budnik, strażnik kolejowy mający pod nadzorem kilka kilometrów toru, który na czas nie zatrzymał pociągu osobowego.
W prasie galicyjskiej zauważono, że wypadek przypominał w pewnym zakresie katastrofę kolejową pod Turką sprzed niespełna 20 lat.